# Monte Gleno
Il Monte Gleno è una montagna delle Alpi Orobie alta 2.882 m. È situata lungo lo spartiacque che separa l'alta val Seriana dalla contigua Val di Scalve, in provincia di Bergamo.
Ai suoi piedi si estende un ghiacciaio che negli ultimi anni si sta ritirando.

## Descrizione
Il Monte Gleno è l'ottava vetta in ordine di altezza della provincia di Bergamo, dopo il Pizzo Coca (3.050), il Pizzo Redorta (3.038) la Punta Scais (3.038), il Pizzo del Diavolo della Malgina (2.924), il Pizzo del Diavolo di Tenda (2.914), il Monte Torena (2.911) e il Pizzo Recastello (2.886).
La zona è frequentata dai camosci che, soprattutto d'inverno, si spostano sul versante nord del Pizzo Recastello, nascondendosi nelle vallate che salgono verso la vetta. La vegetazione spontanea della zona è ricca di piante rare e protette tra cui la nigritella e la stella alpina.
Dalla vetta si vede il Pizzo Coca, il Pizzo dei Tre Confini, il Pizzo Redorta, il Pizzo del Diavolo della Malgina, la Valle del Gleno che scende verso le rovine della vecchia diga del Gleno e la val di Scalve.
Tra le prime salite alla vetta del monte si ha notizia della prima ascensione italiana di A. Baroni, A. Curò, L. Ginami, E. Torri e A. Scacchi del 12 luglio 1876.

## Accessi
Per raggiungere la vetta si può partire da Valbondione, in val Seriana, o da Pianezza/Vilminore in Val di Scalve, entrambe in provincia di Bergamo.
Partendo da Valbondione si prende il sentiero per il rifugio Antonio Curò e, passato il rifugio, si costeggia il lago del Barbellino a sud fino quasi in fondo al lago dove, verso sud, si dirama il sentiero che sale per la valle del Trobio.
Il sentiero sale con un buon grado di pendenza fino a raggiungere la Vedretta del Trobio, da dove si ha una splendida visuale del Monte Gleno con annessi ghiacciai, Pizzo dei Tre Confini e Pizzo Recastello.
Si prosegue lungo il sentiero che attraversa la vedretta. Il posto è coperto di neve e ghiaccio da metà novembre fino a inizio giugno, mentre in agosto la scarsa vegetazione riesce a malapena a macchiare il colore grigio/marrone della terra e delle rocce lasciate dal ghiacciaio in ritirata.
Si prosegue a sinistra e si sale verso il ghiacciaio alto del Gleno. Una volta passato il torrente Trobio e passato il primo salto si percorre il sentiero tra le rocce o tra la neve, a seconda del periodo, fino a raggiungere il ghiacciaio alto. Se si vuole attraversare il ghiacciaio d'estate sono necessari i ramponi: in alternativa si può fare il giro attorno al ghiacciaio facendo molta attenzione a non scivolare. Alcune pietre possono inoltre nascondere il ghiaccio sottostante e far scivolare giù di parecchi metri!
Arrivati al passo del Gleno si segue la cresta fino alla vetta. Quest'ultima parte del sentiero è poco scoscesa.

## Clima
Clima freddo d'alta montagna con inverni particolarmente nevosi e valori negativi molto al di sotto dello zero ed estati fresche e temporalesche. Il vento è presente con una certa frequenza e forza tutto l'anno.

## Ghiacciaio
Presso il rifugio Curò, sulla sponda ovest del Lago del Barbellino, è possibile vedere le fotografie che mostrano le varie fasi della ritirata del ghiacciaio del Gleno a partire dall'inizio del XX secolo.
Formato allora da un maestoso corpo di ghiaccio unico, il ghiacciaio è ora diviso in due parti: quella più alta, sotto la vetta del Monte Gleno, è ormai molto ridotta, mentre quella più bassa, sotto il lato nord della cresta che collega il Pizzo dei Tre Confini al Monte Gleno, è più estesa ma anch'essa in rapido scioglimento. Il quadro con le fotografie sopra descritte è appeso sulla parete delle scale che portano agli alloggi.

## Diga
Il 1º dicembre del 1923 la diga situata nella valle del Gleno (versante sud del monte) cedette, e l'inondazione che ne conseguì causò nelle sottostanti Valle di Scalve e Val Camonica circa 356 vittime.

## Galleria d'immagini

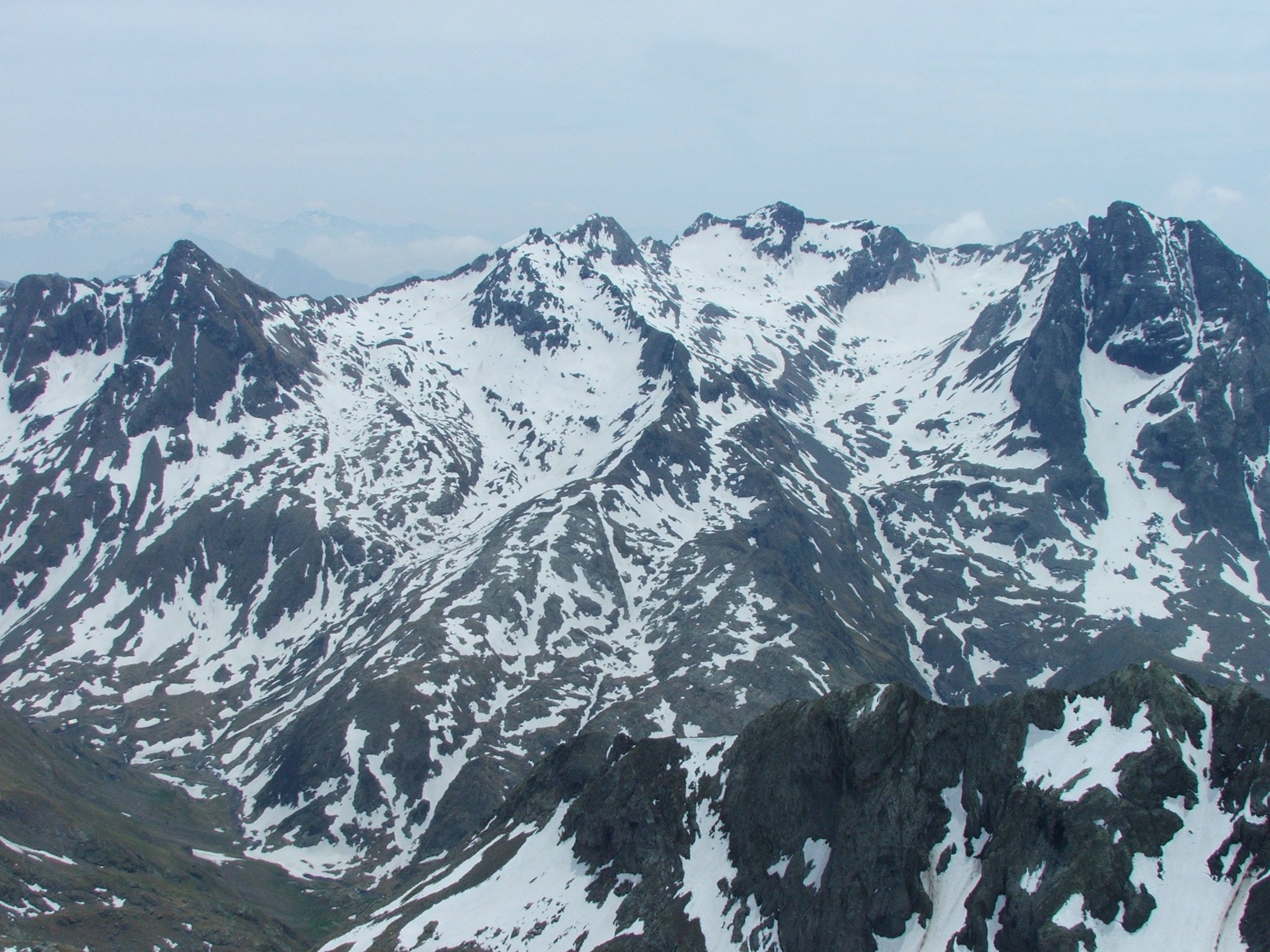
Il monte Gleno visto dal Pizzo del Diavolo della Malgina a inizio giugno.
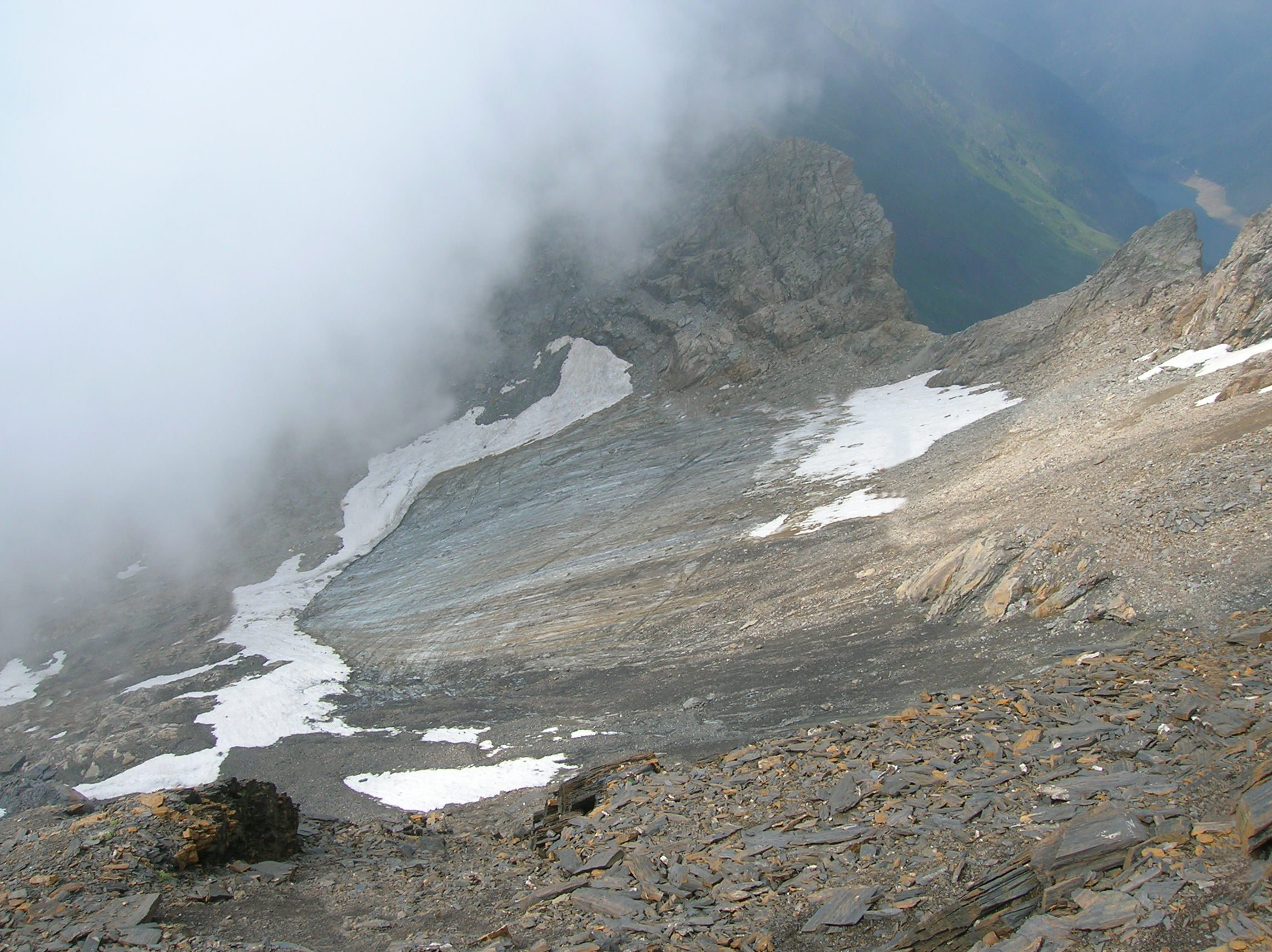
Attorno al ghiacciaio alto del Gleno.
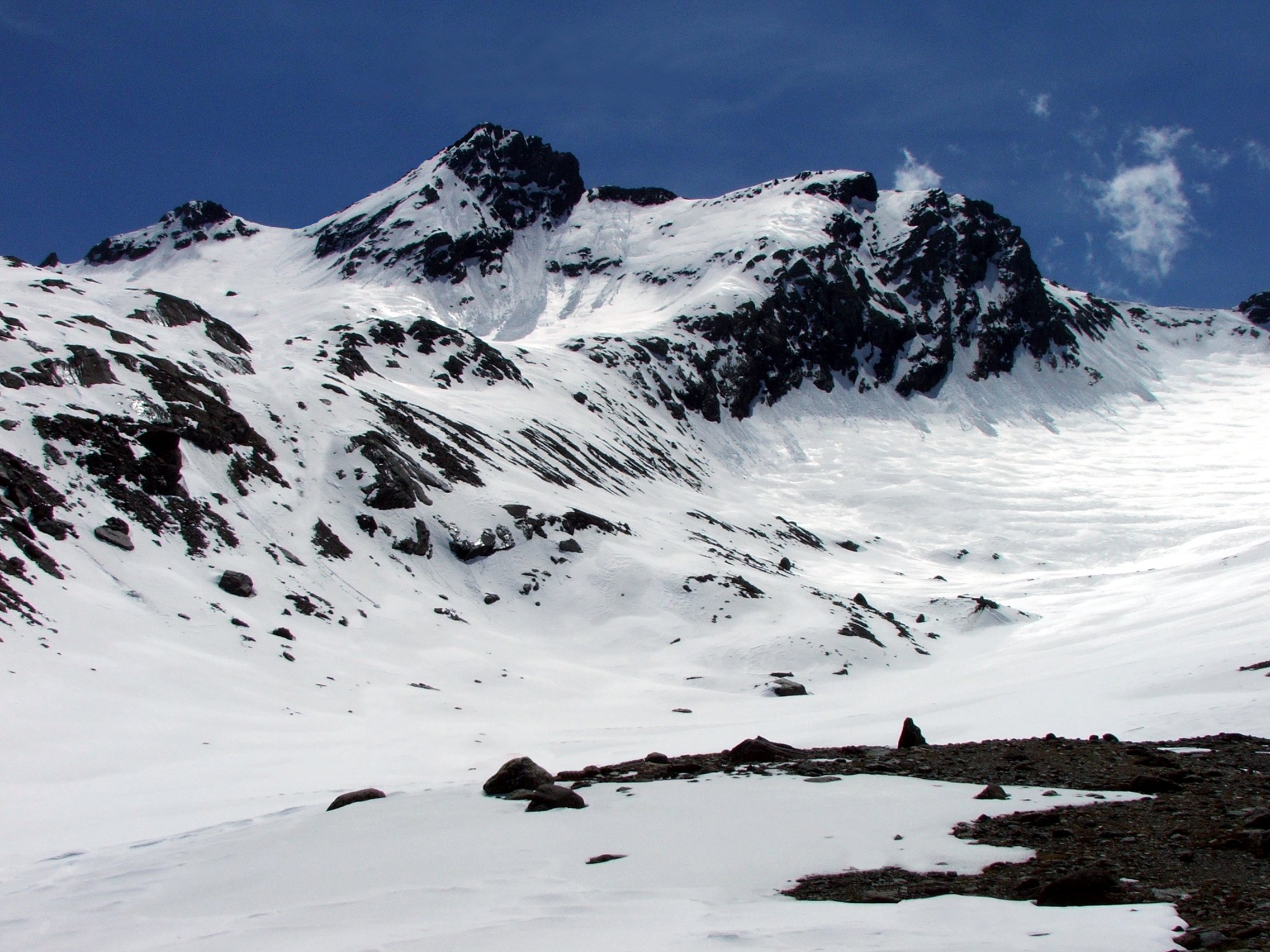
Il monte Gleno visto dalla Vedretta Del Trobio.
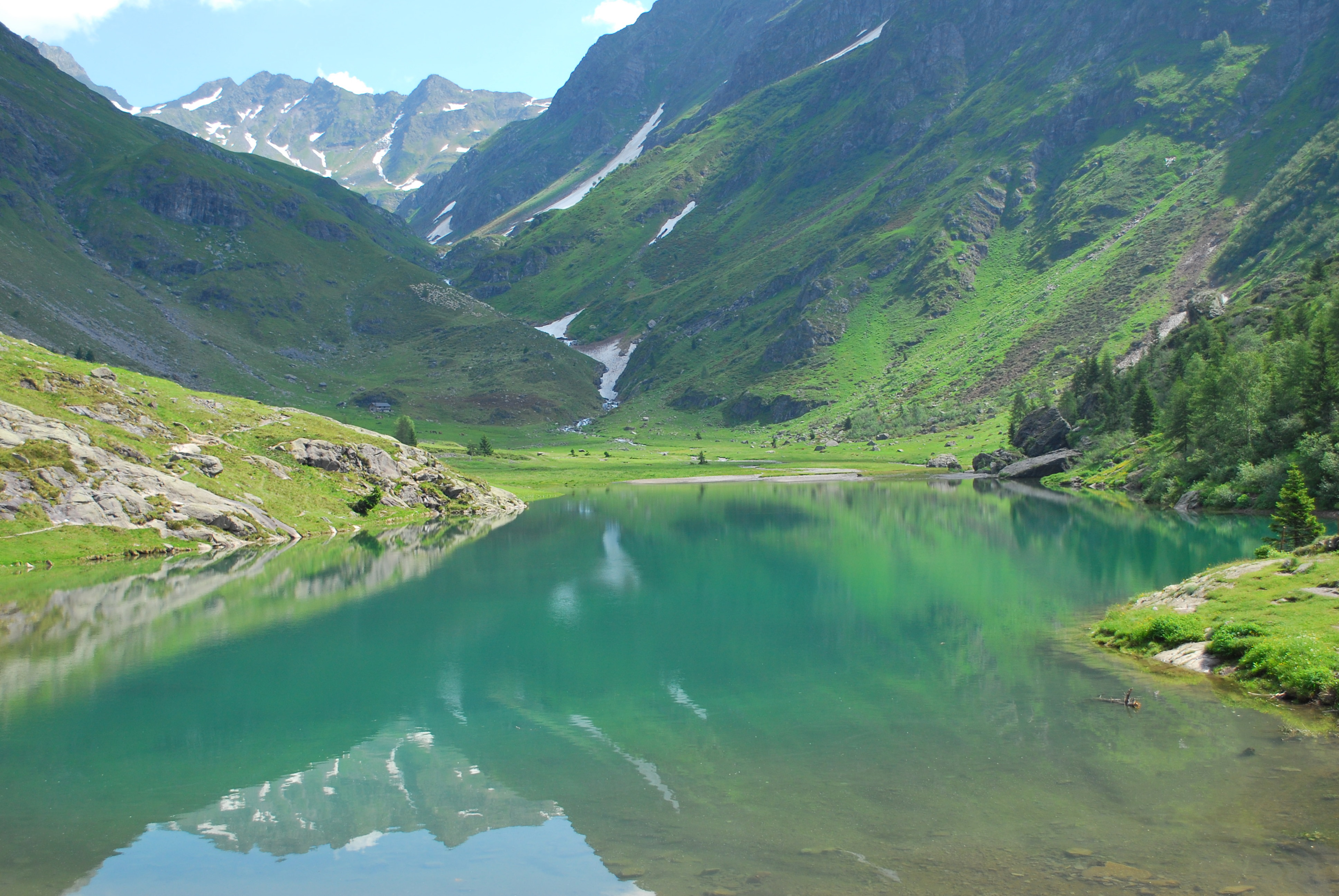
Il monte visto dal lago del Gleno.
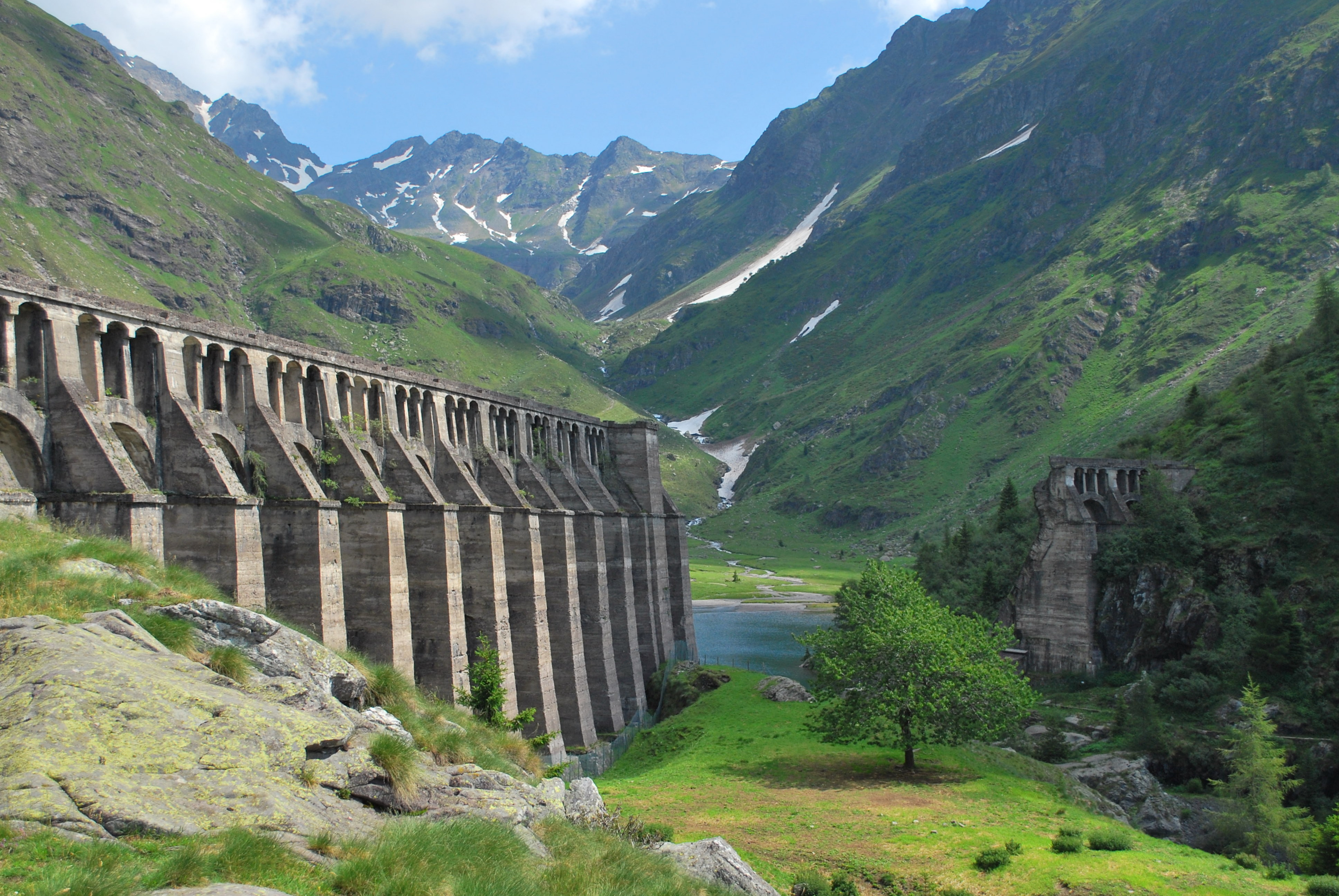
I ruderi della diga del Gleno.